# Jesper Olsen
Jesper Olsen (Fakse, 1961. március 20.) dán válogatott labdarúgó, edző.

## Pályafutása
Játékos-pályafutása a Næstved IF csapatában kezdődött, ahol 17 évesen került a felnőtt csapat keretébe. 19 évesen mutatkozott be a válogatottban, amikor 1980 júliusában egy barátságos mérkőzéseb pályára lépett a Szovjetunió ellen. 1979-ben az Arsenalnál, egy évvel később az Ajaxnál járt próbajátékon. Végül 1981 júliusában szerződött Amszterdamba.

### Ajax
Az Ajaxnál a csapathoz akkor visszatérő Johan Cruyff mellett játszott. Kettejük nevéhez fűződik egy nevezetes tizenegyesrúgás: 1982 december 5-én a Helmond Sport elleni bajnokin megítélt tizenegyest Cruyff előrefelé gurította, majd a tizenhatosra befutó Olsentől visszakapott labdát a hálóba rúgta.
Az Ajaxnál kapta a De Vlo (a bolha) becenevet, amely testtartására és mozgására utal, ahogyan felugorva rendre elkerülte a becsúszásokat. Hívták emiatt érinthetetlennek is. Technikai és taktikai kvalitásait ismerte el az 1981-82-es szezonban edzője, Kurt Linder, aki csapata legcsillogóbb tehetségének nevezte őt.
Első szezonjában bajnok lett, a következő évben bajnok és kupagyőztes. A válogatottban kétszer is gólt szerzett az 1984-es Eb-selejtezőkön, köztük Anglia ellen egy utolsó perces egyenlítést is. A tornára kijutó csapatban is helyet kapott, és kétszer játszott az Európa-bajnokságon, köztük a Spanyolország elleni elődöntőben is. A mérkőzés döntetlennel zárult, Olsen pedig belőtte tizenegyesét, Preben Elkjær hibája miatt azonban nem jutott döntőbe a csapat.

### Manchester United
1984 júliusában a Manchester United csapatához szerződött, ahol öt évig játszott. 1985-ben megnyerte az FA-kupát. A válogatott állandó tagjaként utazott az 1986-os világbajnokságra. A három megnyert csoportmérkőzésen két gólt szerzett, és a Spanyolország elleni nyolcaddöntőn is az ő góljával vezetett csapata az első félidő végéig. Ekkor azonban emlékezetes hibát vétett: a kapus Lars Høgh passzolt hozzá, ő viszont olyan ügyetlenül akarta visszaadni a labdát a kapusnak, hogy pontosan Emilio Butragueño elé passzolt, aki ki is használta a lehetőséget és egyenlített. A mérkőzést végül (Butragueño négy góljával) 5-1-re Spanyolország nyerte, Dánia pedig meglepetésre kiesett. Kapitális hibája kapcsán a dán szlengbe is bekerült a neve.
Az angliai évek alatt fejlődése megrekedt, a válogatottnak tagja volt az 1988-as Európa-bajnokságon, de pályára nem lépett. 1989-ben Franciaországba szerződött.

### Franciaország
Előbb a Girondins Bordeaux, majd a Caen játékosa volt. Utóbbi csapatban már a védelemben játszott balhátvédként. Bár a Blackburn Rovers and Nottingham Forest kapcsán is felmerült angliai visszatérése, végül sorozatos sérülései miatt 1992-ben kénytelen volt visszavonulni.

## Edzőként
Visszavonulása után az ausztráliai Brightonban telepedett le. 2006 májusában agyvérzéssel került kórházba, de lassú felépülését követően visszatért a labdarúgásba. 2010-től az ausztrál A-League-ben szereplő Melbourne Heart csapatánál edzősködik.

## Eredményi
- Kétszeres holland bajnok (1982, 1983)
- Holland kupagyőztes (1983)
- Angol (FA) kupagyőztes (1985)